# تاراکانوف (استان بلگورود)
تاراکانوف (انگلیسی: Tarakanov, Alexeyevsky District) یک شهرک در بخش آلکسیفسکی استان بلگورود کشور روسیه است.